# Minamisanriku
Minamisanriku (japansk: 南三陸町, Minamisanriku-chō) er en japansk havneby. Efter jordskælvet i marts 2011 blev der den 12. marts meldt om 10.000 savnede mennesker.
Dette tal er over halvdelen af byens befolkning på 17.000.

## Henvisning
1. ↑  宮城県推計人口（月報） - 宮城県公式ウェブサイト, hentet 1. april 2021 (fra Wikidata).
2. ↑  "10.000 meldt savnet i japansk havneby". Berlingske. 12. marts 2011.
3. ↑  Ritzua (12. marts 2011). "10.000 savnes i denne by". Politiken.